# Liste der Kulturdenkmäler in Framersheim
In der Liste der Kulturdenkmäler in Framersheim sind alle Kulturdenkmäler der rheinland-pfälzischen Ortsgemeinde Framersheim aufgeführt. Grundlage ist die Denkmalliste des Landes Rheinland-Pfalz (Stand: 25. März 2025).

## Denkmalzonen
| Bezeichnung                    | Lage                                               | Baujahr                            | Beschreibung | Bild |
| ------------------------------ | -------------------------------------------------- | ---------------------------------- | --- | ---- |
| Denkmalzone Jüdischer Friedhof | In der Dorfgewann, am christlichen Friedhof Lage   | zweite Hälfte des 19. Jahrhunderts | 31 Grabsteine, zweite Hälfte des 19. und frühes 20. Jahrhundert | BW   |
| Denkmalzone Atzelmühle         | Atzelmühle, südlich der L 406 bei Schafhausen Lage | 17. bis 19. Jahrhundert            | Hofanlage, 17. bis 19. Jahrhundert; Wohnhaus, teilweise Fachwerk, um 1620; eingeschossiges ehemaliges Mühlengebäude, im Kern ursprünglich von Anfang des 17. Jahrhunderts, verändert; Remise 18. Jahrhundert; ehemaliger Grenzstein, bezeichnet 1741; bauliche Gesamtanlage | BW   |

## Einzeldenkmäler
| Bezeichnung                                  | Lage                                     | Baujahr                              | Beschreibung | Bild                           |
| -------------------------------------------- | ---------------------------------------- | ------------------------------------ | --- | ------------------------------ |
| Kalbsmühle                                   | Bahnhofstraße 26 Lage                    | 17. bis 20. Jahrhundert              | ehemalige Kalbsmühle, 17. bis 20. Jahrhundert; Wohn- und ehemaliges Mühlengebäude: Krüppelwalmdachbau, teilweise Fachwerk, überwiegend aus dem späten 18. Jahrhundert, im Kern älter, hofseitig Renaissanceportal, bezeichnet 1624; Ökonomie aus dem 19. und 20. Jahrhundert | BW                             |
| Grabmäler                                    | In der Dorfgewann, auf dem Friedhof Lage | spätes 19. Jahrhundert               | reich skulptierte Sandsteinstele mit Relief einer knienden Trauernden, spätes 19. Jahrhundert; galvanoplastische Engelsfigur mit Palmzweig, Ende des 19. Jahrhunderts, versetzt | BW                             |
| Hofanlage                                    | Kirchstraße 14 Lage                      | drittes Viertel des 18. Jahrhunderts | Hofanlage; spätbarockes eingeschossiges Wohnhaus, teilweise Fachwerk (verputzt), wohl aus dem dritten Viertel des 18. Jahrhunderts; Stallgebäude, 19. Jahrhundert | Fotos hochladen                |
| Hofanlage                                    | Kirchstraße 25 Lage                      | um 1800                              | Hofanlage; Wohnhaus, teilweise Fachwerk, um 1800; straßenbildprägend | BW                             |
| Schulhaus                                    | Kirchstraße 49 Lage                      | 1826–29                              | ehemalige evangelische Schule mit Lehrerwohnungen; siebenachsiger spätklassizistischer Putzbau, 1826–29, Architekt Peter Wetter, Mainz; straßenbildprägend | BW                             |
| Evangelische Kirche                          | Kirchstraße 57 Lage                      | 1903                                 | dreischiffiger späthistoristischer Bruchsteinbau, bezeichnet 1903, Architekt Ludwig Hofmann, Herborn, unter Einbeziehung spätgotischer und barocker Mauerteile, im Kern mittelalterlicher Chorflankenturm mit Zeltdach; Barockportal im Westen, bezeichnet 1749; bauzeitlich Ausstattung mit älteren Elementen (spätgotisches Sakramentshaus, Stummorgel von 1775) außen: barocke Grabsteine für Maria Ursula Kessler von Sarmsheim, geb. von Bettendorf († 1710), Johann Hinrich Kessler von Sarmsheim († 1704), und vermutlich Karl Ludwig Emisch Kessler von Sarmsheim († 1725); geschweifte Stelen für Johann Jacob Wendel (18. Jahrhundert) mit Relief, Eva Catharina […]heim (18. Jahrhundert) und eine weitere Frau († 1737) mit Engelsköpfchen | Fotos hochladen                |
| Kriegerdenkmal                               | Kirchstraße, bei Nr. 57 Lage             | 1925                                 | Kriegerdenkmal 1914/18; Engel mit Soldat, erbaut 1925 als „Kriegergedenkstein“ nach Entwurf und Ausführung von Hubertus Hiller, Mainz; nach 1945 erweitert | Fotos hochladen                |
| Katholische Kirche Schmerzhafte Muttergottes | Kirchstraße 62 Lage                      | 1903                                 | neugotischer Bossenquader-Saalbau mit Fassadenflankenturm, bezeichnet 1903, Architekt Hans Baptist Becker, Bingen; mit Ausstattung; Kirchenraum mit gewölbter Stuckdecke; Doppelfenster auf der Westseite mit Evangelistendarstellungen | weitere Bilder Fotos hochladen |
| Hofanlage                                    | Mehlstraße 4 Lage                        | 19. Jahrhundert                      | Hofanlage, 19. Jahrhundert; klassizistisches Wohnhaus, bezeichnet 1819, dreiachsige Erweiterung mit Torfahrt, 1883, Querscheune mit zweischiffigem, kreuzgratgewölbtem Stall, Mitte des 19. Jahrhunderts | BW                             |
| Weckmühle                                    | Mühlstraße 13 Lage                       | 17. Jahrhundert                      | ehemalige Weckmühle; barockes Fachwerkhaus, teilweise massiv, mit Krüppelwalmdach, im Kern aus dem 17. Jahrhundert; Wirtschaftsgebäude, 19. Jahrhundert | BW                             |
| Rat- und Schulhaus                           | Schloss-Straße 1 Lage                    | 1868                                 | Rat- und ehemaliges Schulhaus; spätklassizistischer Sandsteinquaderbau mit Kniestock und Spitzhelmdachreiter, bezeichnet 1868; städtebaulich bedeutende Lage | Fotos hochladen                |
| Hofanlage                                    | Schloss-Straße 9 Lage                    | 18. und 19. Jahrhundert              | Hofanlage, 18. und 19. Jahrhundert; Wohnhaus mit einachsigem Vorbau, teilweise barockes Zierfachwerk, bezeichnet 1701; Wirtschaftsgebäude, 19. Jahrhundert; Spolien: barocker Volutenstein, bezeichnet 1764 (?), sowie Wappensteine | BW                             |
| Wasserbehälter                               | südöstlich des Ortes; Flur Im Spies Lage | 1907                                 | Wasserbehälter, Bossenquader-Typenbau mit Vorhalle, bezeichnet 1907 | Fotos hochladen                |